# (8911) Kawaguchijun
(8911) Kawaguchijun est un astéroïde de la ceinture principale.

## Description
(8911) Kawaguchijun est un astéroïde de la ceinture principale. Il fut découvert le 17 décembre 1995 à Ōizumi par Takao Kobayashi. Il présente une orbite caractérisée par un demi-grand axe de 3,01 UA, une excentricité de 0,06 et une inclinaison de 7,5° par rapport à l'écliptique.

## Compléments